# Аэриане
Аэриа́не или аериа́не (др.-греч. Ἀεριανοί; лат. Aeriani) — секта, получившая своё имя от пресвитера Аэрия, основателя и главы секты.
Аэрий родился в начале IV века на берегах Понта и в начале, вместе с другом своим Евстафием, вёл жизнь аскета; был пресвитером и смотрителем госпиталя для странников, калек и немощных в Севастии. Аэрий и Евстафий оба были арианами.
Когда Евстафий в 355 году стал епископом Севастии, Аэрий выступил с проповедью против господствовавших воззрений и обычаев церкви. Известия о его учении страдают разногласием. Выступив врагом церковного законодательства, он по-видимому, стремился осуществить в жизни свободу церкви; но эту свободу он понимал в фантастическо-аскетическом смысле. Своим последователям он проповедовал жизнь, полную лишений, и отречение от собственности. Вместе с тем он отвергал установленные церковью посты в среду, пятницу и четыредесятницу, праздник Пасхи, как искажение Христа, который один только есть «истинная Пасха», учил тому, что не нужно делать приношений за усопших. Аэрий учил безбоязненно пользоваться всякого рода мясоедением и яствами. Если кто из его последователей желает поститься, тот, говорит он, пусть постится не в установленные дни, но когда хочет, ибо ты, говорит, не под законом. Наконец, он ратовал за равенство священников (пресвитеров) с епископами.
Секта аэриан в эпоху Августина имела ещё около 428 последователей. Аэриане собирались на открытых полях, в лесах и в горах, но преследования мало-помалу уничтожили её.